# Remus Cernea
Remus Florinel Cernea (né le 25 juin 1974 à Bucarest) est un militant et homme politique roumain engagé notamment contre les discriminations en raison des croyances religieuses, partisan de la séparation de l'Église et de l'État et fondateur d'une association humaniste et promouvant le sécularisme, Solidaritatea pentru libertatea de conștiință (Solidarité pour la liberté de conscience).
Il est depuis les élections législatives de 2012 député à la Chambre des députés. Il a été candidat de ce même parti lors de l'élection présidentielle de 2009, recevant plus de 60 000 voix, soit 0,62 % des suffrages exprimés. En octobre 2010, il a quitté le Parti vert (PV) du fait de divergences idéologiques et a fondé le Mouvement des Verts (Mișcarea Verzilor). Ce dernier décide néanmoins de se fondre dans le PV le 26 janvier 2013, Cernea en prenant la présidence. En novembre 2013, il a annoncé son départ du PV invoquant des tensions internes, ainsi que des désaccords quant aux élections européennes de 2014. Il siège désormais en tant qu'indépendant.

## Biographie

### Enfance et études
Né à Bucarest, Remus Cernea a vécu pendant 14 ans à Hunedoara, où son père était géologue, avant de revenir à Bucarest en 1988. En 2002, Remus Cernea termine un cursus  de philosophie à l'université de Bucarest mais ne passe pas l'examen de licence ,.

### Campagnes militantes

#### Societatea Culturală Noesis
En 1998, Remus Cernea a fondé la Société culturelle Noesis (Societatea Culturală Noesis), une organisation, qui a édité les premiers livres en ligne roumains et des encyclopédies multimédia consacrées à la culture roumaine, et avec pour mission de promouvoir les valeurs culturelles et le sens civique. Il a réalisé en 2005, en partenariat avec Siveco Romania, les premiers supports multimédia pour l'enseignement du roumain dans les lycées.
Entre 2001 et 2004, Remus Cernea a collaboré, avec de nombreuses institutions culturelles roumaines, telles que l'Académie roumaine, le Musée de Littérature roumaine, les Archives nationales du film, la Société roumaine de radiodiffusion. Il a également obtenu le soutien pour de nombreux projets culturels d'entreprises telles que Microsoft România, Xerox, BRD, HVB Bank, ou encore Compaq.
Les actions menées par la société Noesis, lui ont valu en 2002 le prix du meilleur produit éducatif, attribué par le président de Roumanie.

#### Liberté de conscience et laïcité
Les premiers actions militantes en faveur de la « laïcité » de Remus Cernea remontent à 1998, année lors de laquelle, lui et d'autres étudiants de la Faculté de philosophie de l'Université de Bucarest militèrent contre l'installation d'icônes orthodoxes dans les amphithéâtres et la construction d'un église orthodoxe dans l'arrière-cour de la faculté. Après la sanctification du lieu, ces étudiants ont écrit une lettre de protestation, organisé une conférence à ce propos et réuni 150 signatures contre la construction de l'église. L'association des étudiants orthodoxes a alors contre-attaqué en rassemblant 3 000 signatures en faveur du projet. Le scandale grandissant, le recteur de la faculté a alors décidé d'interdire toute conférence sur le sujet. Le projet de construction de l'église a plus tard été annulé et les icônes enlevées des amphithéâtres de l'université.
En 2003, Remus Cernea a fondé, aux côtés de personnalités de la société civile, l'association Solidaritatea pentru libertatea de conștiință (Solidarité pour la liberté de conscience), une organisation promouvant le sécularisme et l'humanisme, qui agit pour la liberté de conscience, la séparation de l'Église et de l'État, et contre les discriminations en raison de la religion.
Selon Cernea, à la suite de la chute du communisme en 1989, les portraits de Nicolae Ceaușescu dans les écoles ont été remplacés par des icônes orthodoxes. Aussi, lorsqu'en 2005, Emil Moise, un professeur de philosophie de Buzău, a lancé une campagne contre l'installation de ces icônes dans les écoles, il reçut le soutien de l'association de Cernea, celle-ci soutenant que ces symboles religieux représentaient une discrimination envers les élèves n'appartenant pas à la religion orthodoxe et une infraction au principe de la neutralité de l'État roumain. De plus, Cernea s'est engagé contre le fait que 90 % des écoles du pays tiennent des offices religieux, l’activiste les qualifiant d'illégal, le code pénal roumain interdisant d'obliger quiconque d'assister à une cérémonie religieuse. Le mouvement contre la présence d'icônes dans les écoles a généré un large débat dans la société et les médias roumains. Dans sa décision 323/2006, le Conseil national pour la lutte contre les discriminations (Consiliul Naţional pentru Combaterea Discriminării)a déclaré la présence d'icônes religieuses discriminatoire. Néanmoins, le ministre de l'Éducation a opposé qu'il ne pouvait pas enlever ces icônes, puisque leur installation n'était pas une décision du ministère, et qu'il revenait donc aux autorités locales de décider si les icônes devaient rester en place,
En 2006, l'association de Remus Cernea a également organisé un concert sur la Piața Constituției, qui a réuni plus de 7 000 personnes et auquel ont participé des artistes tels que Luna Amară, Sarmalele reci, Raza, Buricul pământului, Altar, Vama, Florin Chilian, Țapinarii... Ce concert a lieu dans le contexte de l'introduction d'une nouvelle loi relative aux cultes en Roumanie et avec pour but de sanctionner pénalement toute forme de blasphème, et laquelle Cernea s'opposait.
Le projet de la Cathédrale du salut de la nation roumaine est un projet à grande échelle de construction d'une cathédrale porté par l'Église orthodoxe roumaine. Le gouvernement roumain a, dans un premier temps, souhaité voir cette cathédrale construite dans le Parc Carol, mais à la suite de protestations, y compris celles organisées par Solidarité pour la liberté de conscience, cette idée a été abandonnée. Finalement, en 2007, le gouvernement a accordé à l'Église orthodoxe un terrain d'environ 11 hectares en plein centre de Bucarest, situé près de l'immense palais du Parlement, et s'est engagé à assumer les coûts de sa construction. Cernea a alors dénoncé cette décision, faisant valoir que tant la donation du terrain que l'attribution de fonds supplémentaires représentaient un abus de la part du gouvernement et étaient illégaux. L'association Solidarité pour la liberté de conscience a aussi dénoncé la dénomination de la future cathédrale, en raison de sa résonance nationaliste, qui suggérerait une affiliation directe de tout citoyen roumain à l'Église orthodoxe roumaine. 
Enfin, en 2008, Remus Cernea a organisé une manifestation devant le ministère de l'Éducation, de la recherche et de la jeunesse, demandant la réintroduction des théories de l'évolution dans les manuels scolaires de biologie des lycéens, et d'un chapitre sur Dieu dans les manuels de philosophie.

#### Droits des personnes LGBT
En mai 2010, Remus Cernea a pris part, aux côtés d'autres responsables du Parti vert, à GayFest, le festival annuel de la gay pride de Bucarest.
En 2012, il a de nouveau participé à cette manifestation, mais cette fois-ci en qualité de conseiller d'État.

#### Antiracisme
En 1997, afin de protester contre les excès nationalistes et xénophobes de certains politiciens roumains tels que Corneliu Vadim Tudor, Gheorghe Funar, George Pruteanu ou encore Adrian Păunescu, Remus Cernea a symboliquement adhéré au parti de la minorité hongroise, UDMR, bien que n'appartenant pas à cette minorité.
Dix ans plus, Cernea a publié un livre compilant des articles et essais, nommé Manifest împotriva becalizării României (Manifeste contre la Becalisation de la Roumanie), dans lequel il avançait que la « becalisation » (du nom de George Becali, un homme politique nationaliste qui met en avant son appartenance à l'Église orthodoxe roumaine) menaçait les valeurs d'une société ouverte.

### Carrière politique

#### Élection présidentielle de 2009
En août 2009, Remus Cernea a annoncé son intention d'être le candidat du Parti vert à l'élection présidentielle de 2009. Avec l'aide de son parti, il a rassemblé les 200 000 signatures nécessaires pour être candidat et les a soumises au Bureau électoral le dernier jour avant le début de la campagne électorale, le 23 octobre 2009.
Dans une interview pour le journal Evenimentul Zilei, Cernea a déclaré qu'il voulait offrir une alternative aux grands partis politiques roumains et qu'il essayait d'attirer les 60-70 % d'électeurs déçus par les hommes politiques au pouvoir et qui préfèrent généralement s'abstenir. Bien que Cernea ait essayé de participer aux débats, aucun des trois principaux candidats n'ont accepté de l'inviter.
La campagne politique de Cernea a profité d'une très grande visibilité sur Internet, cumulant le plus grand nombre par exemple de supporteurs sur Facebook parmi tous les candidats. Il a déclaré que sa campagne, au contraire de celle des principaux candidats, était exclusivement basée sur l’enthousiasme de quelques jeunes militants, qui l'ont aidé entièrement bénévolement.
Cernea termina huitième parmi les douze candidats, réunissant 60 539 voix, soit 0,62 % des suffrages exprimés. Le plus gros score ayant été réalisé dans le secteur 3 de Bucarest (1,13 %), dans le secteur 6 (1,04 %), dans le Județ de Cluj (0,9 %), et parmi les électeurs de l'étranger (1 %).

#### Chambre des députés
En janvier 2010, Remus Cernea s'est porté candidat au nom du Parti vert, lors des élections législatives partielles dans le secteur 1 de Bucarest, à la suite de la nomination de Bogdan Olteanu comme gouverneur adjoint de la Banque nationale de Roumanie. Néanmoins, le Bureau central municipal de Bucarest a rejeté sa candidature, Cernea n'appartenant pas à un parti représenté au parlement roumaine, comme l'exige la loi électorale en cas d'élections partielles. Le recours en inconstitutionnalité de cette disposition légale a été rejeté et Cernea a alors annoncé vouloir porter cette affaire devant la Cour européenne des droits de l'homme.
Il s'est de nouveau porté candidat à un siège de député lors des élections législatives de 2012, mais cette fois-ci sur une liste de la coalition de centre gauche de l'Union sociale-libérale dans le județ de Constanța. Il a alors été élu avec 20 565 votes (57,23 %).
En avril 2013, Remus Cernea a annoncé la préparation d'une proposition de loi visant à supprimer le financement des églises par l'État roumain et à instituer un système d'impôt philosophiquement dédicacé, semblable au système allemand. Le Premier ministre Victor Ponta a alors déclaré que la coalition sociale-libérale ne supporterait pas cette proposition de loi, qui rencontra un fort mouvement d'opposition. Le maire de Constanța, Radu Mazăre, qualifia Cernea d'« idiot » et déclara qu'« il lui casserait les jambes » si Cernea venait à Constanța. George Becali l'a par ailleurs qualifié de « sataniste » et a déclaré que Cernea devait être envoyé en hôpital psychiatrique ou en prison.
L'Église orthodoxe roumaine a réagi à la proposition de Cernea via un communiqué de presse, dans lequel elle a avancé que l'État assumait une obligation datant de 1863 à la suite de la sécularisation des propriétés monastiques, que cette proposition de loi était de plus irréaliste et « inadéquate pour la Roumanie d'aujourd'hui » et qu'elle créerait « une crise dans les relations entre l'État et les organisations religieuses ».
Au même moment, Remus Cernea a initié une autre proposition de loi, visant quant à elle à la légalisation d'une union civile, ouverte tant aux couples hétérosexuels, qu'homosexuels. Cette proposition a également conduite à de fortes réactions de l'Église orthodoxe, par la voix notamment de l'archevêque de Tomis, Teodosie Petrescu, pour qui Cernea était poussé à la tentation par le diable et qu'il avait besoin des services d'un psychologue et d'un prêtre.